# Jules Bastin
Pour les articles homonymes, voir Bastin.
Jules Bastin, né le 18 août 1933 au hameau de Pont dans l'ancienne commune de Bellevaux-Ligneuville, aujourd'hui rattachée à Malmedy, et mort le 2 décembre 1996 à Waterloo, est un chanteur lyrique belge.

## Biographie
Au sortir de ses études secondaires, Jules Bastin est remarqué par Frédéric Anspach, lors d'un concert auquel il participe avec une chorale et devient son élève, et étudie au Conservatoire de Bruxelles, où il travaille sa voix, dont la tessiture est celle d'une basse.
Il fait ses débuts en 1960 au Théâtre de la Monnaie à Bruxelles. Grand admirateur de Paul Robeson, titulaire d'un premier prix des concours de Munich et de Bois-le-Duc, il a tout d'abord été reconnu à Londres, en chantant sous la baguette du chef d'orchestre Colin Davis et grâce aux enregistrements de partitions d'Hector Berlioz, qu'il a réalisés.
Il est connu notamment pour ses interprétations d'opéras français, comme Le Prophète de Giacomo Meyerbeer, Benvenuto Cellini d'Hector Berlioz, Pelléas et Mélisande de Claude Debussy ou encore Cendrillon de Jules Massenet. En 1979, il participe à la première française de Lulu d'Alban Berg.
Il est inhumé à Stavelot.

## Hommage
- La salle de spectacles du Centre Culturel de Waterloo (située dans la maison communale) porte son nom.

## Ses grands rôles
- 1962 : Baron Ochs dans Le Chevalier à la rose de Richard Strauss.
- En 1978, il enregistre une version de l'opérette La Belle Hélène de Jacques Offenbach sous la direction d'Alain Lombard dans laquelle il chante notamment aux côtés de Michel Trempont et de Jacques Martin.
- Il est le Grand Inquisiteur dans Don Carlo de Giuseppe Verdi.

- Sont à retenir également ses interprétations dans Le Comte Ory, Saint François d'Assise (Messiaen), La Damnation de Faust, Roméo et Juliette et le Benvenuto Cellini d'Hector Berlioz ainsi que Cendrillon de Jules Massenet sous la baguette de Julius Rudel, Le Jongleur de Notre-Dame de Massenet avec Alain Vanzo, Les Mousquetaires au couvent de Louis Varney avec Mady Mesplé et Le Domino noir de Daniel François Esprit Auber avec Sumi Jo et Richard Bonynge.

## Discographie sélective
- Rossini, Messa di Gloria, avec Margherita Rinaldi, Ugo Benelli, John Mitchinson, Jules Bastin, English Chamber Orchestra, BBC Singers, dir. Herbert Handt. LP Philips 1973
- Marc-Antoine Charpentier, La Mort de Saül et Jonathas "Mors Saülis et Jonathae" H.403, Oratorio, Jules Bastin (Samuel), Gents Madrigaalkoor, Cantabile Gent, Musica Polyphonica, dir. Louis Devos. LP Erato 1982
- Berlioz : L'Enfance du Christ, avec José van Dam, Gilles Cachemaille, Jules Bastin, Monteverdi Choir, Orchestre de l’Opéra de Lyon, dir. John Eliot Gardiner 2 CD Erato 1988